# インドネシアの大統領
インドネシアの大統領（インドネシアのだいとうりょう、インドネシア語: Presiden Republik Indonesia）は、インドネシアの元首たる大統領であり、政府の長である。

## 選出方法
2001年の憲法改正以前は国民協議会によって選出されていたが、2001年の改正憲法で正副大統領のペアを国民が直接選出する方式に改められた（第6A条）。第6A条第2項では、「総選挙に参加する政党又は政党グループは、総選挙の実施前に、一組の大統領及び副大統領を提案する」とされている。第3項では「一組の大統領及び副大統領候補は、総選挙において50パーセント以上の票を獲得し、かつ、インドネシアにおける全州の少なくとも半分以上の州において最低20パーセントの票を得た場合に、大統領及び副大統領に任命される」とされ、その要件を満たす候補者ペアがいない場合は第1位・第2位の候補者ペアによる決選投票が行われる（第6A条第4項）。

## 任期
任期は5年で、再選は1回までとされている（憲法第7条）。1999年の憲法改正以前は再選回数の制限が憲法で規定されておらず、スハルトの32年に及ぶ独裁政権を可能にしていた。

## 権限
- 「インドネシア共和国大統領は、憲法に基づく統治権を有する」（憲法第4条第1項）[2]
- 「大統領は、陸軍、海軍及び空軍の最高司令権を有する」（憲法第10条）[2]
- 「大統領は、国会の同意を得て、他国への宣戦、講和及び条約締結を行う」（憲法第11条第1項）[2]
- 「大統領は、非常事態を宣言する」（憲法第12条）[2]
- 「大統領は大臣を任命及び罷免する」（憲法第17条第2項）[2]
- このほか、大使の任命、外国大使の接受、特赦及び復権を与える権利、栄典の授与などが規定されている[2]。

憲法第7A条では「国民協議会は、国家に対する裏切り、汚職、贈収賄、その他の重大な犯罪となる法律違反若しくは破廉恥な行為が証明されたとき、又は大統領若しくは副大統領たる資格要件を既に具備していないことが証明されたときは、国会の提案に基づき，大統領又は副大統領を任期中に罷免することができる」と規定されている。
大統領が死亡・辞任・罷免や職務遂行不能などで欠けた場合は副大統領が残りの任期を代行する（第8条第1項）が、正副大統領が共に欠けた場合は、外務大臣・内務大臣及び国防大臣が共同で大統領の職務を代行し、3か月以内に、直前の選挙で得票が第1位及び第2位の票を獲得した正副大統領の候補ペアを提示していた政党又は政党連合が大統領及び副大統領候補を推薦し、国民協議会が残りの任期についての大統領及び副大統領を選出する（第8条第3項）。